# Władimir Kriwoszapow
Władimir Iwanowicz Kriwoszapow (Brandt), ros. Владимир Иванович Кривошапов (Брандт) (ur. 4 czerwca 1907 r. we wsi Posad-Dubowka w saratowskiej guberni, ur. 16 marca 1956 r. we Frankfurcie nad Menem) – radziecki wojskowy (major), propagandysta Rosyjskiej Armii Wyzwoleńczej, redaktor pisma ROA "Dobrowolec", wyższy wojskowy Sił Zbrojnych Komitetu Wyzwolenia Narodów Rosji podczas II wojny światowej, emigracyjny działacz polityczny
W 1926 r. ukończył szkołę 2 stopnia w Stalingradzie, a następnie leningradzki instytut meteorologiczny. Od 1931 r. był członkiem komsomołu. W 1930 r. zmobilizowano go do Armii Czerwonej. Służył w oddziale odnogorodczików 13 Korpuśnego Pułku Artylerii. Od stycznia 1931 r. dowodził plutonem pułku. W grudniu tego roku objął obowiązki dowódcy baterii artylerii pułku. W styczniu 1932 r. został dowódcą plutonu wywiadowczego. Od kwietnia 1933 r. pełnił funkcję zastępcy dowódcy baterii artylerii ds. wywiadu. Pod koniec 1933 r. ukończył kurs artyleryjski Armii Czerwonej. W styczniu 1936 r. został zastępcą szefa sztabu 126 Pułku Artyleryjskiego. Awansował do stopnia porucznika. Od poł. października 1937 r. był 1 zastępcą szefa sztabu pułku. W 1938 r. awansował do stopnia kapitana. Latem 1939 r. uczestniczył w walkach z Japończykami nad Chałchin-Goł. Od końca listopada tego roku dowodził dywizjonem artylerii 126 Pułku Artyleryjskiego. W poł. listopada 1940 r. został szefem sztabu pułku. Na pocz. 1941 r. awansował na majora. W lipcu-sierpniu tego roku dowodził pułkiem podczas ciężkich walk nad Dnieprem. Następnie objął dowództwo 21 Korpuśnego Pułku Artylerii. W październiku w rejonie Wiaźmy dostał się do niewoli niemieckiej. Przebywał w różnych obozach jenieckich. Na pocz. 1943 r. przeszedł do szkoły propagandystów ROA w Dabendorfie pod Berlinem. Po jej ukończeniu w maju tego roku, został starszym kompanii na kursach przygotowawczych ROA w stalagu III-A w Luckenwalde. Od stycznia 1944 r. pełnił funkcję zastępcy szefa grupy propagandystów ROA w północnych Włoszech. Jesienią 1944 r. w stopniu podpułkownika został redaktorem pisma ROA "Dobrowolec". Występował pod pseudonimem Wołżanin. Na pocz. maja 1945 r. wraz z grupą wyższych oficerów Sił Zbrojnych Komitetu Wyzwolenia Narodów Rosji prowadził rozmowy z przedstawicielami władz szwajcarskich o przejście na terytorium Szwajcarii, ale bez skutku. W rezultacie grupa została rozwiązana w rejonie Merano. Podpułkownik W. I. Kriwoszapow (Brandt) trafił do szpitala polowego, z którego w czerwcu 1945 r. zbiegł, ukrywając się w rejonie Merano. Pracował w firmie meblowej. W sierpniu tego roku przedostał się do Rzymu, ukrywając się w jednej z cerkwi. Dzięki temu uniknął deportacji do ZSRR. Jesienią 1945 r. wstąpił do Narodowego Związku Pracujących (NTS). Od pocz. 1946 r. pracował legalnie w gospodarstwie rolniczym pod Rzymem. Jednocześnie pomagał uchodźcom sowieckim w unikaniu repatriacji do ZSRR. Organizował ich ucieczki z obozu dipisów pod Rzymem, a następnie przerzut do Argentyny. W grudniu nawiązał kontakt z kierownictwem NTS w zachodnich Niemczech. Pod koniec 1947 r. przy pomocy NTS wyjechał do Francji. W latach 1949–1950 pracował w laboratorium fizyki prof. Wołoszyna, a następnie w laboratorium chemicznym w Paryżu. W 1952 r. zamieszkał we Frankfurcie nad Menem. Prowadził szkolenia i seminaria dla emigrantów w różnych krajach.